# Heinrich Albrecht (Politiker, 1856)
Heinrich Karl Wilhelm Albrecht (* 16. März 1856 in Rastede; † 9. November 1931 in Berlin) war ein deutscher Sozialpolitiker und Wohnungsreformer. Er gilt als einer der Pioniere der Wohnungsbaugenossenschaften.

## Leben
Heinrich Albrecht wurde als Sohn des Apothekers Adolf Friedrich Bernhard Albrecht und seiner Frau Dorothea Philippine, geb. Schmidt, 1856 in Rastede geboren. Nach dem Besuch des Gymnasiums in Verden studierte er zwischen 1875 und 1880 Ingenieurwissenschaften an der Technischen Hochschule Hannover und später von 1884 bis 1888 Staatswissenschaften an der Friedrich-Wilhelms-Universität Berlin. Ab 1892 war er wissenschaftlicher Mitarbeiter der Zentralstelle für Volkswohlfahrt. Von 1906 bis 1910 war er nebenamtlich Dozent an der Handels-Hochschule Berlin. 1907 wurde er Geschäftsführer der Zentralstelle für Volkswohlfahrt. Als solcher war er auch bis 1920 der Herausgeber der zur Zentralstelle gehörenden Zeitschrift Concordia. Zudem gab er zwischen 1898 und 1927 das von ihm mitgegründete Technische Gemeindeblatt heraus, das sich technischen und hygienischen Themen widmete. 1902 gründete er zudem die Zeitschrift für Wohnungsreform, deren Redaktion er etwa 25 Jahre leitete. 1897 fasste er die Baugenossenschaften im Verband der auf der Grundlage des gemeinschaftlichen Eigentums stehenden Baugenossenschaften zusammen. Aus diesem ging später die Vereinigung deutscher Baugenossenschaftsverbände und der Hauptverband deutscher Baugenossenschaften hervor. 
In seinen Arbeiten beschäftigte sich Heinrich Albrecht vor allem mit der Förderung der Gewerbehygiene, der Fabrikfürsorge und der privaten sowie öffentlichen Wohlfahrtspflege. Auch die Probleme der Wohnungsreform, der Wohnungsfürsorge und der Wohnungsaufsicht gehörten zu seinen Arbeitsfeldern.
Heinrich Albrecht verstarb am 9. November 1931 in Berlin.

## Ehrungen
In Cottbus wurde 1993 eine Straße nach Heinrich Albrecht benannt. Diese war zuvor dem Kommunisten und Ströbitzer Bürgermeister Michael Bey gewidmet. Die Umbenennung wurde von der Gemeinnützigen Wohnungsbaugenossenschaft (heutige eG Wohnen 1902) beantragt, die in dieser Straße ihren Sitz hat.

## Schriften
- Bericht über die deutsche Hygiene-Ausstellung, 3 Bände, 1886
- Die Volkswirtschaftliche Bedeutung der Kleinkraftmaschinen, 1889
- Gewerbehygiene und Arbeiterwohlfahrtsbestrebungen, 1890
- Die Wohnungsnot in den Großstädten und die Mittel zu ihrer Abhilfe, 1891
- Musterstätten persönlicher Fürsorge von Arbeitgebern für die Geschäftsangehörigen, 1892
- Handbuch der Praktischen Gewerbehygiene mit besonderer Berücksichtigung der Unfallverhütung, 1896
- Das Arbeiterwohnhaus: gesammelte Pläne von Arbeiterwohnhäusern und Ratschläge zum Entwerfen solcher auf Grund praktischer Erfahrungen, 1896
- Wohnungsstatistik und Wohnungsenquête, 1896
- Bau von kleinen Wohnungen durch Arbeitgeber, Stiftungen, gemeinnützige Baugesellschaften und in eigener Regie der Gemeinden, 1901
- Die Wohnungsfrage in Frankreich, Schweden, Dänemark, 1901
- Die Entwicklung der Baugenossenschaften in Deutschland, 1902
- Handbuch der sozialen Wohlfahrtspflege, 1902
- Städtisches Wohn- und Siedlungswesen, 1915